# Burned Alive by Time
Burned Alive by Time è il secondo album del gruppo melodic hardcore/metalcore Evergreen Terrace, pubblicato nel 2004 sotto l'etichetta Eulogy Recordings.

## Tracce
1. Understanding the Fear That Lies Within - 4:01
2. No Donnie, These Men Are Nihilists - 2:18
3. Burned Alive by Time - 2:36
4. Dear Live Journal - 3:46
5. Funeral Grade Flowers - 2:55
6. My Heart Beats in Breakdowns - 2:00
7. Taking Care of the Dead Fish - 3:35
8. Please Hammer Don't Hurt 'Em - 2:24
9. Absence of Purpose in the Succession of Events - 1:34
10. Heavy Number One (aka: Shizzle My Nizzle) - 6:14 (contiene una cover di Enjoy the Silence dei Depeche Mode come traccia nascosta)

## Riferimenti culturali
- No Donnie, These Men Are Nihilists è una citazione del film Il grande Lebowski.
- Dear Live Journal si riferisce al provider di blog LiveJournal.
- Funeral Grade Flowers e Taking Care of the Dead Fish si riferiscono al romanzo Survivor di Chuck Palahniuk.
- Please Hammer Don't Hurt 'Em si riferisce all'album dallo stesso titolo del rapper MC Hammer.

## Formazione
- Andrew Carey - voce
- Josh James - chitarra e seconda voce in scream
- Craig Chaney - chitarra e voce pulita
- Jason Southwell - basso
- Christopher "Panama" Brown - batteria